# Arius uncinatus
Arius uncinatus е вид лъчеперка от семейство Ariidae. Видът е застрашен от изчезване.

## Разпространение
Разпространен е в Мадагаскар.

## Описание
На дължина достигат до 19,9 cm.
Популацията на вида е намаляваща.